# منتخب إيطاليا للكرة اللينة للسيدات
منتخب إيطاليا للكرة اللينة للسيدات (بالإيطالية: Nazionale di softball femminile dell'Italia)‏ هو ممثل إيطاليا الرسمي في المنافسات الدولية في كرة لينة للسيدات.